# Сокол, Алексей Яковлевич
Алексей Яковлевич Сокол (1870, с. Скопцы, Переяславского уезда Полтавской губернии, совр. с. Веселиновка, Барышевского района Киевской области — 1939, Днепродзержинск) — создатель памятника «Прометей Раскованный» в Каменском, ставшего впоследствии символом города и оказавшего значительное влияние на становление украинской советской архитектуры и монументального искусства.

## Биография
Родился в 1870 году в селе Скопцы, Переяславского района Полтавской области (теперь село Веселиновка, Барышевского района Киевской области). Отец его, так же как и дед и прадед, был искусным печником, и будущий живописец, скульптор, архитектор и инженер-строитель ещё мальчиком расписывал, как это принято на Украине, печи, сложенные мужчинами семьи. Алексей Сокол закончил церковно-приходскую школу в родном селе, затем — реальное училище в Киеве, Московское училище живописи, ваяния и зодчества (В. А. Серов) и, наконец, Санкт-Петербургскую академию художеств (1903—1911 г.г.), где учился в мастерской И. Е. Репина.
Молодой художник поселился в Петербурге, обзавёлся мастерской на Малом проспекте Васильевского острова. Он выполнял росписи церковных интерьеров, создавал проекты монументов, жилых домов, церквей. Его работы экспонировались на выставках, в том числе и за рубежом. Первая мировая война застала художника во Франции. В Россию вернулся в 1914 году и сразу же получил заказы на выполнение эскизов росписей Николаевской церкви в Каменском и на строительство жилого дома для специалистов металлургического завода. В 1915 году А. Я. Сокол приехал в Каменское и остался там жить и работать до самой смерти 23 сентября 1939 года.

## История памятника «Прометей раскованный»

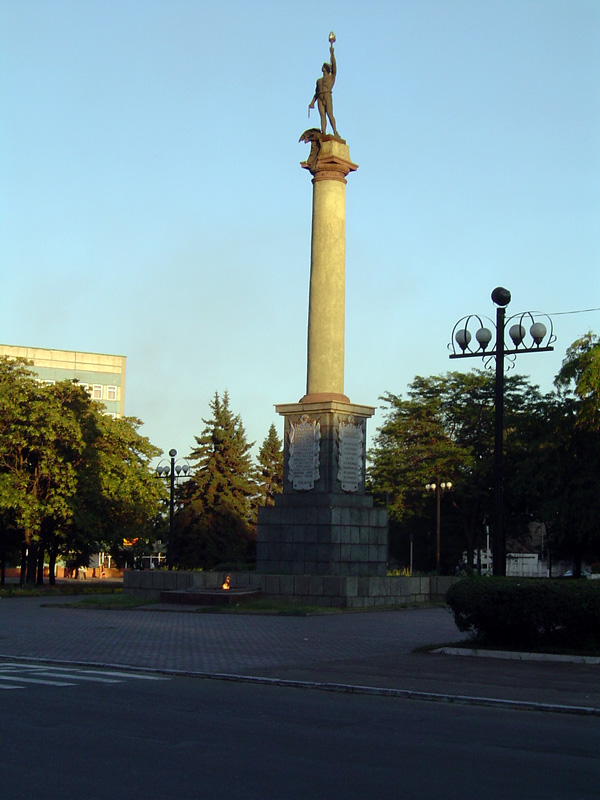
Символ города Каменское

Почему именно Прометей был выбран им символом революции? Дело в том, что всю жизнь художник был искренним почитателем творчества Тараса Шевченко, собрал прекрасную библиотеку редких изданий «Кобзаря». Поэма «Кавказ» вдохновила его работу над образом Прометея, разорвавшего оковы и давшего людям огонь.
Фигуру Прометея отлил из чугуна лучший литейщик завода С. В. Гречнев, активный участник революционных событий, первый председатель городского Совета рабочих депутатов.
А. Я. Сокол выполнил также проект пьедестала в виде дорической колонны и сам руководил сооружением монумента, торжественное открытие которого было приурочено к пятой годовщине Октября в 1922 году. Монумент сразу же стал популярным и был воспроизведён на страницах газет и журналов.
Известны ли другие работы художника? В фондах музея Днепровского металлургического комбината сохраняется небольшая (50х60 см) эмблема предприятия. Сын А. Я. Сокола местный врач Георгий Алексеевич Сокол, автор рукописных воспоминаний об отце, утверждает, что эта эмблема не только вылеплена, но и отлита отцом из чугуна. На ней в обобщённых формах изображён горновой в доменном цехе. Других работ пока обнаружить не удалось.
С годами А. Я. Сокол все больше увлекается строительством. Он строит доменные печи и цехи Днепровского металлургического завода, клуб рабочих по проекту В. И. Заболотского, комплекс заводского санатория в селе Щуровка (недалеко от Верхнеднепровска) по проекту А. А. Тация, Н. К. Коваленко и Б. А. Ведерникова.
Во время Великой Отечественной войны и временной оккупации Днепродзержинска «Раскованный Прометей» был разрушен, но чугунную фигуру удалось спрятать от переплавки, и в 1947 году по проекту архитектора Ольги Алексеевны Брусовой — дочери А. Я. Сокола — монумент был воссоздан.